# Universal Soldier - Il giorno del giudizio
Universal Soldier - Il giorno del giudizio  è un film del 2012 diretto da John Hyams. quarto capitolo della saga iniziata nel 1992 con I nuovi eroi proseguita nel 1999 con Universal Soldier - The Return e nel 2009 con Universal Soldier: Regeneration.

## Trama
Il protagonista John si risveglia dal coma per scoprire che sua moglie e sua figlia sono state brutalmente assassinate nella loro casa. Ossessionato dalle immagini dell'omicidio, giura a sé stesso di uccidere il responsabile Luc Deveraux, uno dei primi soldati universali (o, in breve, UniSol), ma le cose sono complicate da un altro implacabile UniSol di nome Magnus, che è fortemente determinato ad uccidere John.
Deveraux ed un altro superstite UniSol di nome Andrew Scott, nel frattempo, si stanno preparando a scatenare l'anarchia nel loro mondo, al fine di costruire un nuovo ordine sociale governato dagli UniSols. Per la realizzazione dei loro piani devono organizzare un'accurata selezione che elimini i deboli facendoli partecipare a delle prove di forza che vedranno risparmiati solo coloro che sopravviveranno.
La missione principale di John è quella di liberare altri UniSols dai ricordi impiantati e dalle bugie che il governo ha inserito all'interno della loro mente. Come John si avvicinerà a Deveraux ed all'esercito di guerrieri geneticamente potenziati, scoprirà di più su se stesso e comincerà a mettere in discussione tutto quello che sapeva e credeva essere vero fino ad allora.

## Distribuzione
Il trailer è stato diffuso il 13 agosto mentre il film è uscito nelle sale statunitensi il 30 novembre 2012.